# 魏大文
魏大文（?—?），字鬆軒，贵州福泉人，清朝政治人物、同進士出身。魏大振弟。

## 生平
乾隆二十二年（1757年）丁丑科進士，三甲八名，改翰林院庶吉士，散館授檢討。